# 총리라고 부르지마
《총리라고 부르지마》(일본어: 総理と呼ばないで)는 1997년 4월 8일부터 1997년 6월 17일까지 일본 후지 TV에서 매주 화요일 밤 9시부터 9시 55분까지 방송된 정치 코미디 드라마 시리즈이다.
주연은 타무라 마사카즈. 원작 및 각본은 미타니 고키가 담당하였다. 후루하타 닌자부로 같은 스탭으로 만들어진 작품이다.

## 출연
- 타무라 마사카즈 : 총리 장관
- 니시무라 마사히코 : 수석 비서관
- 후지무라 슌지
- 토다 케이코
- 카라사와 토시아키
- 니헤이 마사나리 : SP
- 스즈키 호나미 : 총리 부인